# Hoyt Scoggins

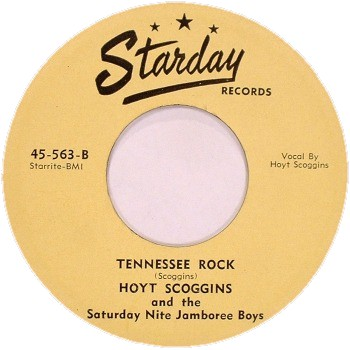
Tennessee Rock, 1956

William Hoyt Scoggins (* 9. Januar 1926 in Lafayette, Georgia; † 13. Januar 2016) war ein US-amerikanischer Rockabilly- und Gospel-Sänger.

## Leben

### Kindheit und Jugend
Hoyt Scoggins wurde  entgegen anderen Behauptungen 1926 in Georgia geboren; beispielsweise gab Adam Komorowski 1927 als Geburtsjahr an. Scoggins, dessen Vater Murphy Scoggins ein professioneller Fiddler war, lernte mit zwölf Jahren, Gitarre und Mandoline zu spielen.

### Karriere
Scoggins absolvierte seine ersten Radioauftritte im Alter von 17 Jahren bei WGTA in Summerville, Georgia. Ungefähr zur gleichen Zeit begann er, eigene Lieder zu komponieren. 1952 begann er, auf WROM in Rome, Georgia, aufzutreten und übernahm die Leitung der Hausband des Saturday Night Jamborees, der Saturday Night Jamboree Boys, in der unter anderem auch Norman Blake spielte.
1954 begann er, für Starday Records Platten aufzunehmen. Seine erste Platte bestand aus zwei selbstgeschriebenen Gospel-Songs, gefolgt von einer Single auf dem Coosa-Label, die im Rahmen des Starday Package Deals produziert wurde. Es folgten weitere Singles für Starday bis 1960, die abwechselnd auf dem regulären Label oder Package-Deal-Labels veröffentlicht wurden. 1955 nahm Scoggins seine ersten kleinen Erfolg Trudy auf, gefolgt 1956 von Tennessee Rock, seinem bis heute bekanntesten Song. Dieser Titel war Scoggins’ einziger Rockabilly-Song.
Nach 1956 konzentrierte Scoggins sich wieder auf Gospel und veröffentlichte bis 1960 zwei EPs bei Starday. Scoggins leitete auch sein eigenes Label Scoggins Records. Sein Stück The Pathway Is Not Crowded wurde unter anderem vom Oak Ridge Quartet und der Lewis Family aufgenommen und Scoggins trat mit Stars wie Tex Ritter, Roy Rogers, Eddy Arnold, Hank Williams, Patsy Cline und weiteren auf. Er gab seine Karriere als Musiker jedoch für den Beruf des Pastors auf, den er 40 Jahre lang bis zu seiner Pensionierung ausführte.
Hoyt Scoggins trat regelmäßig in Rome, Georgia, auf. Er wurde 2009 in die Atlanta Country Music Hall of Fame sowie in die Rockabilly Hall of Fame aufgenommen.

## Diskografie
| Jahr | Titel | Label #             |
| ---- | --- | ------------------- |
| 1954 | Born of the Spirit / Mother Was Good and Faithful                                                                                    | Starday 45-138      |
| 1954 | Jesus Still Heals / The Pathway Is Not Crowded (als Hoyt Scoggins & the Kingsmen Quartet)                                            | Coosa 45-501        |
| 1955 | Trudy / Muddy Old River | Starday 45-173      |
| 1956 | What’s Gonna Happen to This Old World / Kneel Down with Jesus                                                                        | Starday 45-542      |
| 1956 | Tennessee Rock / Why Did We Fall In Love                                                                                             | Starday 45-563      |
| 1957 | What’s the Price (to Set Me Free) / The Old Chain Gang (mit den Georgia Boys)                                                        | Starday 45-606      |
| 1957 | Waiting for an Answer / One Heart, One Love (mit Curly Bingham and Band)                                                             | Starday 45-659      |
| 1959 | EP (mit Tyrone Scoggins and the Tune Twisters) - Rise Up and Shine - Walking in the Light - They Crucified Jesus - Jesus Still Heals | Starday SEP-106     |
| 1960 | EP - Jesus Watches Over Me - Hezekiah - Everybody Wants to Go to Heaven - What’s Gonna Happen?                                       | Starday SEP-137     |
|      | Daddy Was an Old Time Preacher Man / If Your Brother Falls                                                                           | Dobie ARP-2515/2516 |